# كاريل فيلان
كاريل فيلان  (و. 1918 – م) هو فيزيائي، ومهندس من كندا . ولد في أوسترافا .

## جوائز
حصل على جوائز منها:
- النيشان الوطني لكيبيك من رتبة فارس (2005).[4]